# 院政
院政，指日本政权由摄关政治转移到幕府的过渡时期的政治体制。天皇禪位予子侄，而自稱上皇，在「院」中訓政的政治形態。是皇權為了抵抗攝關政治而發展出來的政治制度。
院政一詞，出自賴山陽的《日本外史》。賴山陽稱「政在上皇」的政治體制為「院政」。明治政府編纂的日本通史《國史眼》採用此術語。

## 背景
藤原氏透過攝關政治掌權下，天皇大權旁落，引起地方豪族與武士的不滿。到了後三條天皇，因其非藤原氏所生，親政後極力奪回政權。藤原氏的外戚集團引起了整個朝廷的矛盾，攝關政治主要透過外戚的身份來干政。後三條天皇不願當攝關家的傀儡皇帝，結合了反對藤原氏的各種勢力，整理莊園、整頓朝政、積極恢復皇權。
後三條天皇引入了自己的親信村上源氏的源師房，並在1069年發布了莊園整理令，整頓藤原氏所屬的莊園。地方反對藤原氏的「受領階級」也參與了反對藤原氏的運動。藤原氏大量的莊園被劃歸為上皇直屬的「院領」。1073年1月，後三條天皇讓位予白河天皇，卻開設「院廳」，意圖以治天之君之姿重新掌控朝政；卻在1073年6月病死。院政的確立，從白河天皇才真正開始。

## 制度确立
白河天皇为对抗摄关政治，退位为太上天皇，居住在白河院，依靠中下层武士招募军队、建立朝廷百官，频频颁布院宣，成为政务的仲裁者；最后出家为太上法皇，仍掌握大权。以后天皇多遵循此例。白河天皇在白河院中設置了各種官職，並組織北面武士作為親衛武裝力量。白河院的官員多為上皇的近臣，多是中下級官僚。代表了皇權與貴族的分立。
上皇颁布的院宣，其權威高於天皇的詔令。而原屬太政大臣的職權，雖然經過公卿會議決議，最終的裁定卻在上皇手上。朝政的一切都掌控在上皇中。這百餘年皆由上皇實行院政。而過去攝關政治的權力來源仍是天皇，所以要以天皇的權威作為根基。院政的權威卻直接來自於上皇，透過父親尊親屬的關係控制朝政。
院政的形成，與其說是皇室與外戚的矛盾，不如說是中下官僚與大貴族的鬥爭。後三條天皇得以整頓莊園，就是因為中下官僚的支持。

## 基礎
攝關政治的基礎，是藤原氏掌控的大量莊園；而院政是行國制，是將一個國（行政區）的行政、徵稅權在一定時間賦予特定個人，以換取對上皇的支持。這樣反而使中央集權制度加速瓦解。院政接收了藤原氏與豪族的莊園，而積極整頓莊園引起了領主的不安。為了避免遭到清算，許多領主自動向上皇靠攏；上皇為了報答領主的支持，給予了豁免租稅的優待，反而使莊園的獨立性更強。
由於許多上皇篤信佛教，更遁入空門成為法皇，使佛教勢力擴張。神社寺院有自己的僧兵，屢次與地方國司相爭。朝廷面對僧兵的鬥爭，反而束手無策。畏懼神佛的貴族無法反抗僧兵，只能倚靠不畏懼神佛的武士來相抗衡。間接造成了武士的抬頭。

## 意義與影響
院政的是為了對抗攝關政治而形成的畸形政治制度，雖然成功把藤原氏的的勢力逐出朝廷，但上皇與攝關一樣好大喜功，上皇更因深信佛教而大興土木興建佛寺、舉辦大規模法會而耗費財政；為了彌補財政空洞，反而加深賣官的情況。院政導致朝政的腐敗，更釀成日後的保元之亂、平治之亂。

## 历代执行院政的上皇

### 平安、鎌倉時代
- 白河上皇 - 堀河天皇、鳥羽天皇、崇德天皇
- 鳥羽上皇 - 近衛天皇、後白河天皇
- 後白河上皇 - 二條天皇、六條天皇、高倉天皇、安德天皇、後鳥羽天皇
- 高倉上皇 - 安德天皇
- 後鳥羽上皇 - 土御門天皇、順德天皇、仲恭天皇
- 後高倉法皇 - 後堀河天皇
- 後堀河上皇 - 四條天皇
- 後嵯峨上皇 - 後深草天皇、龜山天皇
- 後深草上皇 - 伏見天皇
- 龜山上皇 - 後宇多天皇
- 後宇多上皇 - 後二條天皇、後醍醐天皇
- 伏見上皇 - 後伏見天皇、花園天皇
- 後伏見上皇 - 花園天皇、光嚴天皇

### 南北朝時代

#### 北朝
- 光嚴上皇 - 光明天皇、崇光天皇
- 後光嚴上皇 - 後圓融天皇
- 後圓融上皇 - 後小松天皇

#### 南朝
- 長慶上皇 - 後龜山天皇（推定曾經執行院政，有其他說法）

### 室町時代
- 後小松上皇 - 稱光天皇、後花園天皇
- 後花園上皇 - 後土御門天皇

### 江戶時代
- 後水尾上皇 - 明正天皇、後光明天皇、後西天皇、靈元天皇
- 靈元上皇 - 東山天皇、中御門天皇
- 東山上皇 - 中御門天皇
- 櫻町上皇 - 桃園天皇
- 光格上皇 - 仁孝天皇